# 죽순

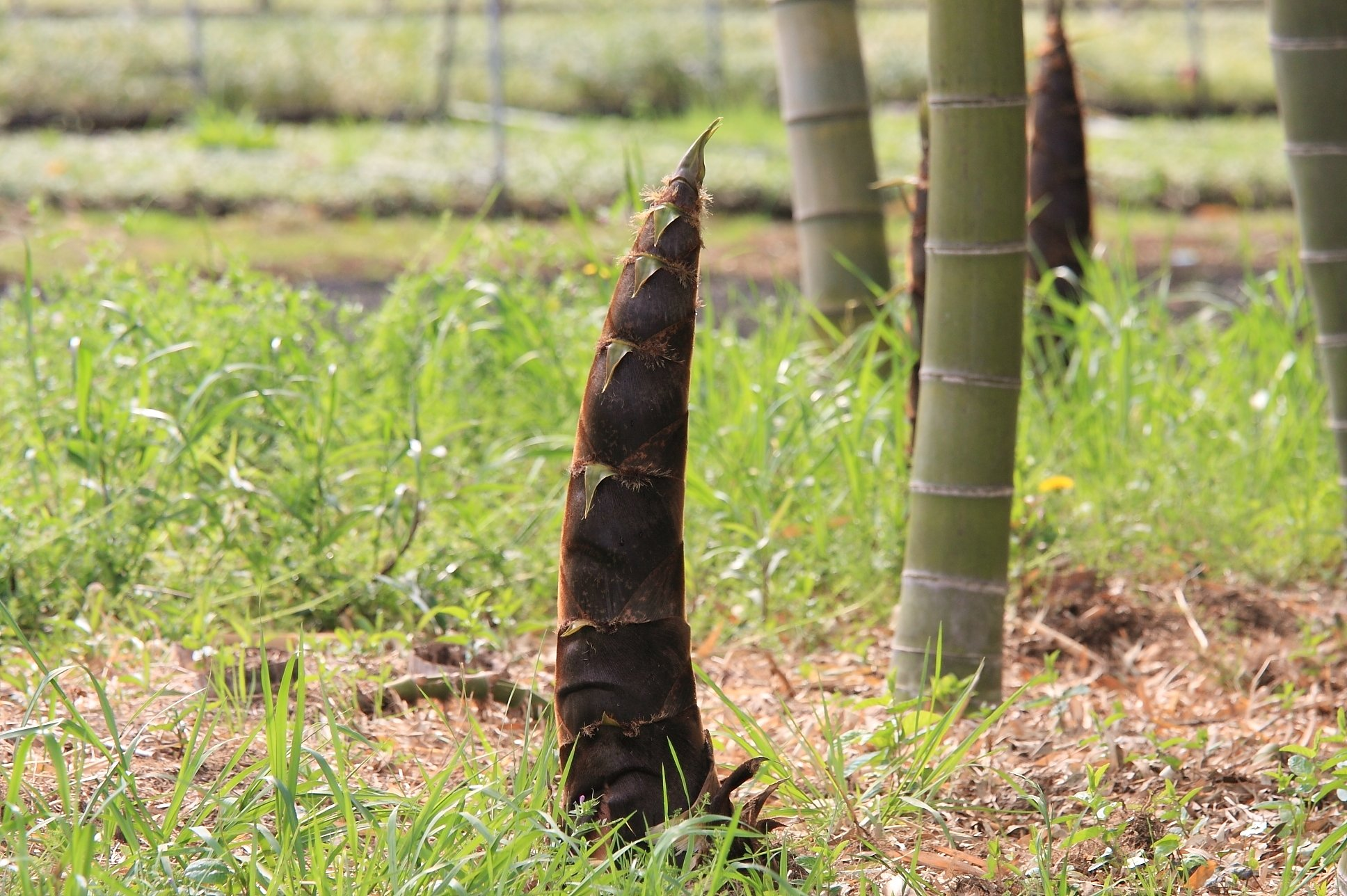
죽순

죽순(竹筍, bamboo shoot)은 벼과 대나무아과 대나무의 어린 싹을 말하며, 한국, 일본이나 중국 등에서 약재나 요리의 재료로 이용되고 있다.

## 개요
대나무의 땅속줄기(뿌리 줄기)는 마디마다 뿌리와 싹을 갖추고 주로 3 ~ 4년째의 싹이 나온다. 온대지방에서는 초봄에, 열대지방에서는 여름에 성장을 시작한다. 성장 속도는 점차 증가해서, 지상에 얼굴을 내미는 무렵에는 하루에 몇 센티미터 정도였던 것이 10일경에는 수십 센티미터에서 때로는 1미터를 넘는 등 덩굴식물을 제외하고, 속씨식물 중 가장 빠른 성장을 하게 된다. 죽순에 무심코 모자를 건 채 하루가 지나면 취할 수 없게 되어 있는 경우가 있다고도 한다. 이와 같이 밤낮을 가리지 않고 성장하는 것이 매우 빠르기 때문에 일종의 민간 어원으로 한자의 죽순(竹筍)은 10일을 의미하는 ‘순’(筍)에서 유래했다고 하는 주장도 있다. 단, 2~3개월 정도로 자라고, 성장은 멈춘다. 이윽고 어린 대나무가 되어 껍질을 떨어뜨리고, 크기나 두께는 더 이상 변화하지 않고 경화되어 성죽이 되고 10년 정도 산다.
죽순은 땅 속에 있을 동안 마디가 모두 (맹종죽 약 60개) 형성되고, 뿌리에 가까운 부분부터 성장해 간다. 마디 수에 대해 같은 땅속줄기라면 다 같은 조사 결과가 있다. 또한 딱딱한 죽순 껍질은 부드러운 본체를 보호할 뿐만 아니라 마디의 성장을 돕는 역할을 하기 때문에, 죽순의 껍질을 먹으면 그 마디의 성장은 멈춰 버린다.
지상에 얼굴을 내밀었다가 곧 성장을 멈추고 그대로 시들어 썩어 버리는 현상이 있는데, 그 수는 전체의 절반에서 70%에 이른다고 한다. 즉, 죽순은 다소 과도하게 채취해야 죽림의 성장에 영향을 주지 않는다.

## 용도

### 동아시아
일본, 중국, 대만에서는 주로 봄이나 초여름에 죽순을 수확한다. 죽순은 아삭한 식감과 달콤한 맛으로 인기가 많다. 하지만 묵은 죽순은 쓴맛이 나므로 얇게 채 썰어 많은 양의 물에 여러 번 삶아야 한다.

## 사진

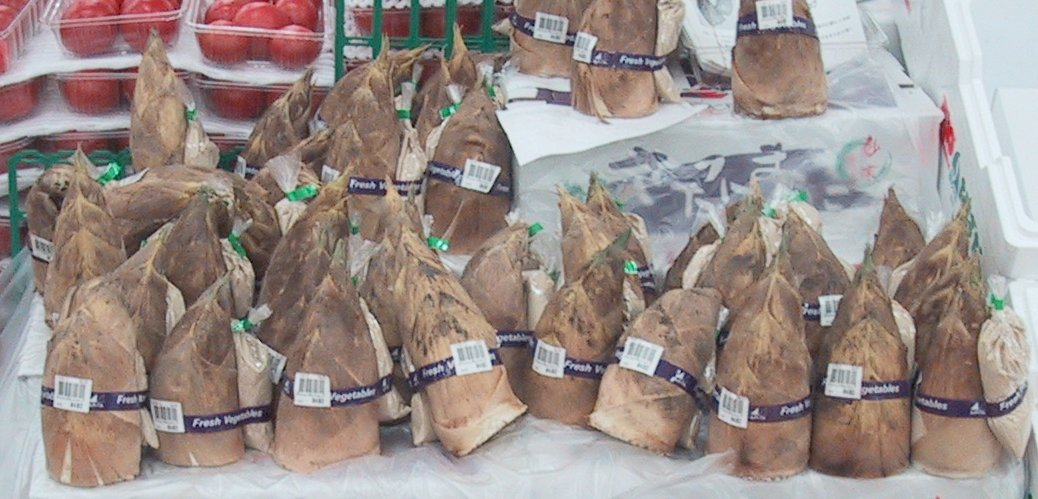
늘어놓은 죽순
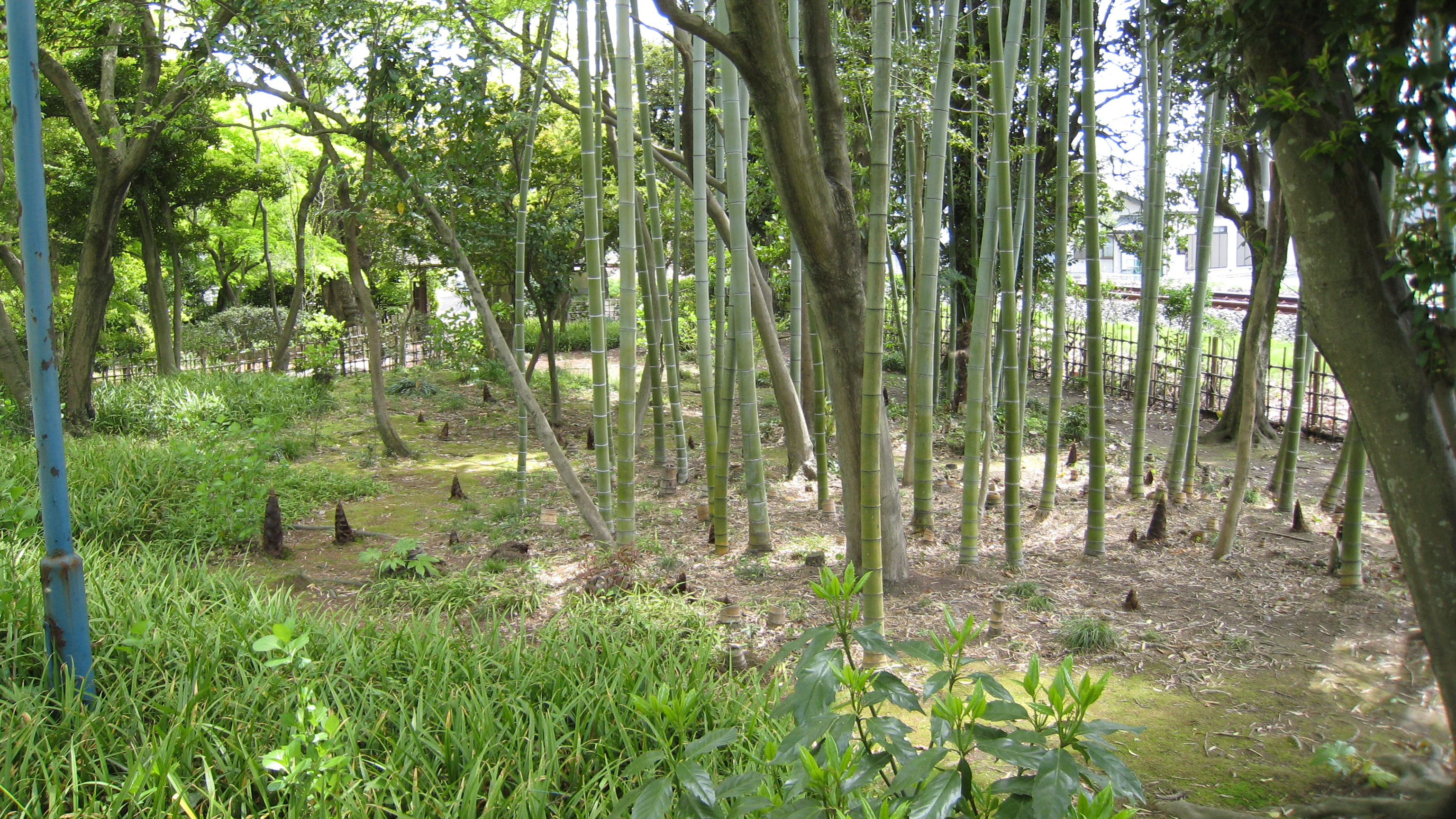
대나무가 군생하고 있는 모습

## 같이 보기
- 다케노코족
- 감칠맛